# 马扎尔自治区
马扎尔自治区（1952年至1960年，羅馬尼亞語： 匈牙利語：），穆列什-马扎尔自治区（1960年至1968年）是罗马尼亚人民共和国，后改为罗马尼亚社会主义共和国的一个自治区，当地主体民族为匈牙利族，即马扎尔人或塞凯伊人。首府特尔古穆列什，1968年被撤销，原地区分为穆列什县和哈尔吉塔县。